# Franz-Josef Kemper (Leichtathlet)

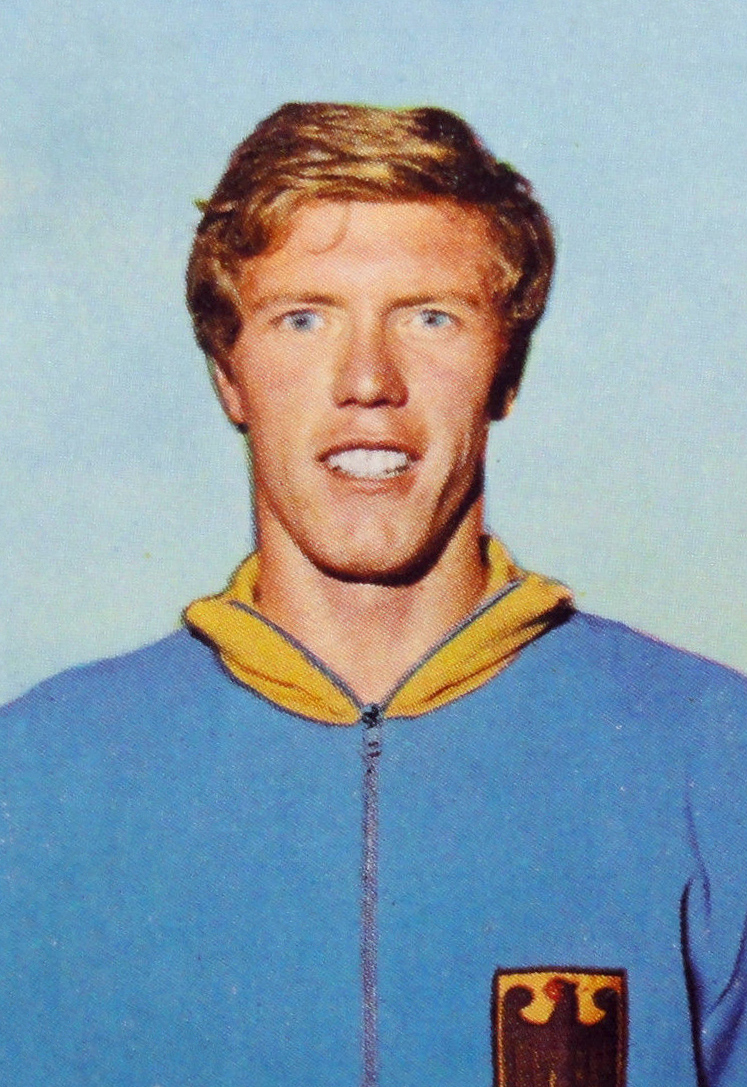
Franz-Josef Kemper (1968)

Franz-Josef Kemper (geboren am 30. September 1945 in Hopsten, Kreis Steinfurt) ist ein ehemaliger deutscher Leichtathlet, Olympiateilnehmer und Funktionär. Er erzielte seine größten Erfolge als 800-Meter-Läufer in den 1960er- und 1970er-Jahren.
Kemper ist verheiratet mit der ehemaligen Leichtathletin Sylvia Schenk.

## Sportliche Laufbahn
In seiner Zeit als aktiver Leichtathlet (1964–1973) wurde Kemper fünfmal Deutscher Meister über 800 Meter (1965, 1966, 1967, 1970 und 1971). Insgesamt errang er elf weitere Titel bei deutschen Meisterschaften in der Halle, in der Staffel und beim Crosslauf. Da er über eine große Spurtkraft verfügte, bestand Kempers besondere Taktik sehr häufig darin, auf der ersten Rennhälfte hinter dem Feld her zu bummeln und dann seine Fähigkeiten auszuspielen. In den ersten Jahren gab es aus Fachkreisen immer wieder kritische Töne, weil Kemper sich ungestüm verhalte. Aber er reifte im Laufe der Zeit, konnte sich schnell und durchdacht auf unterschiedliche Rennsituationen einstellen.
1966 lief er über 800 Meter am 7. August mit 1:44,9 min bei den deutschen Meisterschaften in Hannover einen neuen Europarekord. Außerdem erzielte Kemper drei Weltrekorde:
- 1000 Meter, 2:16,2 min – 21. September 1966
- 4-mal-800-Meter-Staffel, Besetzung: Manfred Kinder, Walter Adams, Dieter Bogatzki, Franz-Josef Kemper; 7:08,6 min – Wiesbaden, 14. August 1966
- 4-mal-880-Yards-Staffel, Besetzung: Bodo Tümmler, Walter Adams, Harald Norpoth, Franz-Josef Kemper; 7:14,6 min – Fulda, 13. Juni 1968

Bereits 1964 überraschte Kemper die Fachleute, als er bei den deutschen Meisterschaften hinter dem renommierten Manfred Kinder (1:48,8 min) als unbekannter Läufer mit nur einer Zehntelsekunde Rückstand den zweiten Platz belegte. Im selben Jahr siegte er bei den Junioren-Europa-Spielen, der Vorläuferveranstaltung zu den Junioreneuropameisterschaften.
1965 machte Kemper dann auch international von sich reden: Er gewann beim ersten Leichtathletik-Europacup die 800 Meter in einem reinen Spurtrennen in 1:50,3 min vor dem klar favorisierten im Ziel zeitgleichen Manfred Matuschewski, DDR.
1966 wurde Kemper als frisch gebackener Europarekordler in Budapest bei nun umgekehrter Rollenverteilung Vizeeuropameister über 800 Meter hinter Matuschewski, der ihn mit dem letzten Schritt in 1:45,9 min mit einer Zehntelsekunde Vorsprung schlagen konnte – Dritter in diesem Rennen: Bodo Tümmler aus West-Berlin. Auch 1967 endete das Duell der beiden europäischen Spitzenläufer Kemper und Matuschewski beim Europacup zugunsten des Sportlers aus der DDR, der mit 1:46,9 min die Nase – bzw. Brust – vorn hatte (Kemper zeitgleich).
1968 machte sich dann erstmals Kempers Nierenproblematik bemerkbar. Bei den Olympischen Spielen in Mexiko-Stadt schied er bei einer der schwärzesten Stunden seiner Karriere bereits im Zwischenlauf aus. Im Anschluss stellte sich ein Nierenschaden heraus, der 1969 operativ behandelt wurde. 1970 meldete Kemper sich sehr erfolgreich ins Wettkampfgeschehen zurück, belegte u. a. einen zweiten Platz beim Europacup in 1:48,6 min hinter Jewgeni Arschanow (1:47,8 min).
1972 wurde Kemper bei den  Olympischen Spielen Vierter im 800-Meter-Lauf in 1:46,50 min. Auch hier war seine Leistungsfähigkeit durch die Nierenproblematik wieder deutlich beeinträchtigt. Noch im selben Jahr musste eine Niere entfernt werden. 1973 ließ der Westfale seine Karriere dann ausklingen, erreichte aber bei den deutschen Meisterschaften in 1:50,26 min immerhin noch den zweiten Platz hinter Paul-Heinz Wellmann (1:50,15 min).
Kemper war zunächst für die DJK Arminia Ibbenbüren, dann für den SC Preußen 06 e. V. Münster, und später für die LG Ratio Münster aktiv. Er hatte bei einer Größe von 1,79 m ein Wettkampfgewicht von 67 kg.
1967 wurde Kemper mit dem Silbernen Lorbeerblatt ausgezeichnet.

## Berufliche Laufbahn
Kemper studierte an der Universität Münster (Germanistik und Sport) und an der Technischen Hochschule Darmstadt (Soziologie). An der TH Darmstadt promovierte er 1980 zum Dr. phil. Anschließend wurde Kemper (SPD) Referent für Grundsatzfragen der Sportförderung und Freizeitpolitik im Hessischen Sozialministerium. Nach dem Regierungswechsel wechselte auch Kemper in das SPD-geführte Rheinland-Pfalz.
Seit dem Jahr 2000 war Kemper Ministerialdirigent und Leiter der Abteilung Sport und Ehrenamt im Ministerium des Innern und für Sport in Rheinland-Pfalz. Im März 2003 wurde er vom Ministerrat des Bundeslandes zum Landesbeauftragten für die Fußball-Weltmeisterschaft 2006 berufen.
Seit Anfang 2011 ist Kemper Professor an der privaten accadis Hochschule Bad Homburg. Die Ernennungsurkunde des hessischen Ministeriums für Wissenschaft und Kunst erhielt er vom Präsidenten der Hochschule Werner Meißner. Kemper hält Vorlesungen im Studiengang International Sports Management.

## Ehrenämter
- Von 1989 bis 1993 gehörte Kemper dem Präsidium des Deutschen Leichtathletik-Verbandes (DLV) an.
- Von 1989 bis 1998 war er Mitglied des Bundesvorstandes Breitensport im Deutschen Sportbund (DSB).
- Von 1995 bis 1998 war er Vorsitzender der Arbeitsgemeinschaft „Sport und Gesundheit“ des DSB.